# Stefan Lisinski

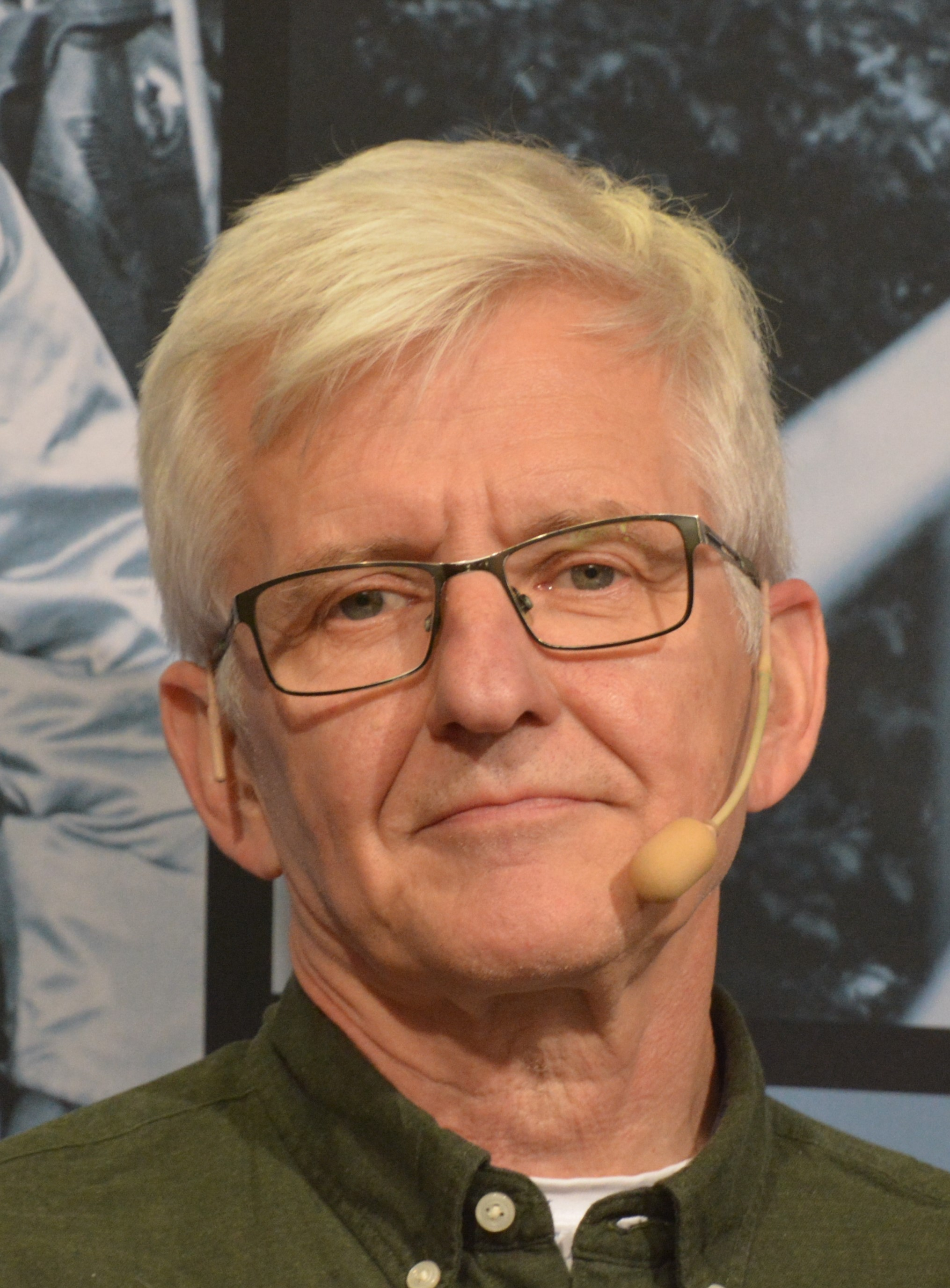
Stefan Lisinski på Bokmässan i Göteborg 2017.

Stefan Lisinski, född 15 maj 1952, död 30 juni 2024 på Södermalm i Stockholm, var en svensk journalist och författare. Han arbetade som rätts- och kriminalreporter på Dagens Nyheter.

## Kalamarksmordet
Stefan Lisinski var en av dem som först uppmärksammade det så kallade Kalamarksmordet, där den dömde Kaj Linna 2016 fick resning och 2017 frikändes efter närmare tretton år i fängelse. Lisinski hävdade redan 2006 att Linna var felaktigt dömd. För sitt arbete med fallet förärades Stefan Lisinski 2017 med ett hedersomnämnande från Föreningen Grävande Journalister vid utdelningen av priset Guldspaden. Juryns motivering löd: ”För långt och uthålligt grävande i ett rättsfall som de flesta andra valt att glömma, och där Kaj Linna nu beviljats resning.”